# América: canciones de ida y vuelta
América: canciones de ida y vuelta es el decimoquinto álbum de la banda española de rock Reincidentes publicado el 16 de abril de 2008.
El disco es un homenaje a la cultura popular hispanoamericana y en el mismo no hay ninguna composición original de la banda, sino que se trata de un disco de versiones de artistas hispanoamericanos que de una forma u otra les han influido.

## Lista de canciones
1. Yo pisare las calles nuevamente (Pablo Milanés)
2. La Memoria (León Gieco)
3. Yo te nombro (Gian Franco Pagliaro)
4. Transgresores (Tijuana No!)
5. Todos juntos (Los Jaivas)
6. Playa Girón (Silvio Rodríguez)
7. Tudo o que você quiser (Titãs)
8. Casas de cartón (Alí Primera)
9. ¿Cuál es el precio? (Attaque 77)
10. Quieren dinero (Los Prisioneros)
11. Aclaración a un intelectual apolítico (Reincidentes y Jovaldo)
12. Entre una multitud (Guillotina)
13. El burrito (Divididos)
14. Comerse un buey (La Chancha)
15. Asalto a Madera (Ignacio Cárdenas)
16. Tablas (Gastón Ciarlo "Dino")